# کانی پری
کانی پری، روستایی از توابع بخش ننور شهرستان بانه در استان کردستان ایران است.همچنین نام منطقه ای زیبا شامل چشمه های پر آب و بکر در شهرستان سنقر می باشد.

## جمعیت
این روستا در دهستان بوئین قرار دارد و براساس سرشماری مرکز آمار ایران در سال ۱۳۸۵، جمعیت آن ۵۹ نفر (۹خانوار) بوده‌است.